# Alceu Rodrigues Simoni Filho
Alceu Rodrigues Simoni Filho (nacido el 7 de mayo de 1984) es un exfutbolista brasileño que se desempeñaba como centrocampista.
Jugó para clubes como el Palmeiras, Kashiwa Reysol, Consadole Sapporo, Náutico, Marília y Montedio Yamagata.

## Trayectoria

### Clubes
| Club              | País   | Año         |
| ----------------- | ------ | ----------- |
| Palmeiras         | Brasil | 2002 - 2006 |
| Kashiwa Reysol    | Japón  | 2007        |
| Consadole Sapporo | Japón  | 2008        |
| Náutico           | Brasil | 2008        |
| São Carlos        | Brasil | 2008        |
| Kashiwa Reysol    | Japón  | 2009 - 2010 |
| Grêmio Barueri    | Brasil | 2011        |
| Marília           | Brasil | 2012 - 2014 |
| Montedio Yamagata | Japón  | 2015 - 2017 |
| Marília           | Brasil | 2018        |